# 더 킹 오브 파이터즈 '97
《더 킹 오브 파이터즈 '97》(The King of Fighters '97, 약칭 KOF '97)는 SNK가 제작한 아케이드 대전 격투 게임이다. 《더 킹 오브 파이터즈》 시리즈의 네 번째 게임으로, 1997년 7월 28일 네오지오 기판으로 출시됐다. 게임플레이 면에선 전작 《KOF '96》에서 도입된 시스템을 한 차례 더 개량해, 플레이어가 '어드밴스드'와 '엑스트라' 두 가지 모드를 선택할 수 있게해 전략폭을 한 층 더 넓혔다. 이야기상으로 《KOF '95》에서 시작된 '오로치 사가'의 종결편이다.
아케이드로 출시된 후 같은 해에 가정용 네오지오 및 네오지오 CD로 완벽 이식판이 발매됐고, 1998년에는 애니메이션이 간소화된 플레이스테이션 및 세가 새턴 이식판이 발매됐다. 그 후 플레이스테이션 네트워크, 버추얼 콘솔을 비롯한 다향한 디지털 플랫폼으로 재발매됐다.

## 게임플레이
전작 《더 킹 오브 파이터즈 '96》까지 유지됐던 파워 게이지 시스템이 크게 개량돼, 기존 시스템을 사용하는 엑스트라 모드와 새로이 도입된 어드밴스드 모드 두 가지를 매치 전에 선택할 수 있게 됐다. 어드밴스드 모드를 선택한 경우, 공격 및 상대의 공격에 대한 방어 시에 파워 게이지가 빠르게 차오르며, 이 때 전부 모을 경우 제한 시간 없이 필살기를 사용할 수 있는 스톡 1개를 획득하게 된다. 스톡이 한 개 이상인 상태에서 A+B+C 버튼을 누르면 공격력이 향상되는 MAX 모드를 발동시키는데, 이 상태에서 스톡 1개를 더 소비함으로써 MAX 초필살기를 사용할 수 있다.
또한 전작에서 새로 추가된 긴급 회피에 무적 시간이 늘어나는 등 성능이 늘면서 활용도가 높아졌다. 각 팀마다 개별 엔딩이 존재한다. 팀 플레이로 주인공 팀으로 구성해 놓은 상태에서 쿠사나기 쿄로 오로치(최종 보스)를 쓰러뜨렸을 때, 야가미 이오리와 한판 승부로 대결하는 보너스 스테이지가 나오며 승패 여부와 상관없이 엔딩이 동일한 일종의 보너스 게임이다. 달밤에 오로치의 피에 미친 이오리가 아닌 일반 야가미 이오리가 적으로 등장하는 것은 이것이 유일하다.

## 줄거리 및 등장인물
지난해에 열렸던 '더 킹 오브 파이터즈' 대회 마지막에 벌여졌던 소란에도 불구하고 대성공으로 마쳐, 다시 한번 대회가 열리게 됐다. 이번 대회에 등장한 악당은 새 캐릭터 크리스, 셸미, 야시로로 이뤄진 '뉴 페이스 팀'으로, 이들을 물리치면 전작에서 예고됐던 신 오로치가 부활해 최종전을 치르게 된다. 그 외에 오로치의 힘에 눈에 뜬 이오리나 레오나와 싸워야하는 이벤트 매치도 있다.
출연진은 《더 킹 오브 파이터즈 '96》와 거의 유사하나, 작년 대회 후 해체된 보스 팀 멤버들, 아버지를 찾으러 여행을 떠난 도토 카스미, 이오리와 팀을 이뤘다가 중상을 입고 생사불명된 매츄어와 바이스는 불참했다. 대신 중간보스였던 카구라 치즈루가 여성 격투가 팀에 대신 합류했으며, 그 외에 일본 게임 잡지 팬 투표로 통해 뽑힌 스페셜 팀이 추가돼, 《더 킹 오브 파이터즈 '95》에도 나왔던 빌리 칸과 《아랑전설 3》에서 데뷔했던 블루 마리와 야마자키 류지가 참전했다.
| 주연 팀                                         | 아랑전설 팀                             | 용호의 권 팀                                    | 이카리 워리어즈 팀                        | 사이코 솔저 팀                            |
| ----------------------------------------------- | --------------------------------------- | ----------------------------------------------- | ----------------------------------------- | ----------------------------------------- |
| - 쿠사나기 쿄 - 니카이도 베니마루 - 다이몬 고로 | - 테리 보가드 - 앤디 보가드 - 조 히가시 | - 료 사카자키 - 로버트 가르시아 - 유리 사카자키 | - 클락 스틸 - 랄프 존스 - 레오나 하이데른 | - 아사미야 아테나 - 시이 켄수 - 친 겐사이 |
| 여성부 팀                                       | 한국태권 팀                             | 뉴 페이스 팀                                    | '97 스페셜 팀                             | 개별                                      |
| - 카구라 치즈루 - 킹 - 시라누이 마이            | - 김갑환 - 장거한 - 최번개              | - 크리스 - 셸미 - 나나카세 야시로               | - 야마자키 류지 - 블루 마리 - 빌리 칸     | - 야가미 이오리 - 야부키 신고 - 오로치    |

히든 캐릭터로는 다음과 같다. 야가미 이오리와 레오나 하이데른을 제외한 나머지 캐릭터들은 필살기가 달라지며 쿠사나기 쿄는 '108식 어둠쫓기'라는 장풍을 사용할 수 있으며 KOF94 버전의 쿠사나기 쿄는 전 캐릭터 중 유일하게 적으로 등장하지 않는 캐릭터이다.
- KOF 94 쿠사나기 쿄: 스타트 버튼을 누른 채로 쿠사나기 쿄를 선택
- 달밤에 오로치의 피에 미친 이오리:스타트 버튼을 누른 채로 ←→←→←→ + AC
- 한밤에 오로치의 피에 눈뜬 레오나:스타트 버튼을 누른 채로 ↓↑↓↑↓↑ + BD
- 오로치 사천왕으로 각성한 뉴페이스 팀:스타트 버튼을 누른 채로 ↑←↓→↑↓ + BC

- 불꽃의 운명의 크리스
- 미쳐 날뛰는 번개의 셸미
- 메마른 대지의 야시로

## 발매
《더 킹 오브 파이터즈 '97》은 일본에서 아케이드로 1997년 7월 28일 처음 출시됐다. 같은 해에 가정용 네오지오 콘솔 및 네오지오 CD로 각각 9월 25일, 10월 30일에 발매됐다. 세가 새턴 이식판은 1998년 3월 26일에 출시됐으며, 전작 이식판과 마찬가지로 1MB RAM 카트리지 장착이 필수이다. 플레이스테이션 이식판은 1998년 5월 28일 출시했다. 세가 새턴판의 경우 가격을 내린 염가판이 1998년 10월 1일 '세가 베스트 컬렉션' 레이블로 발매됐다.

## 반응
일본 잡지 〈게임 머신〉 1997년 9월 1일자에서 《더 킹 오브 파이터즈 '97》를 그 해 두 번째로 가장 성공적인 아케이드 게임으로 선정했다.